# Barend Avercamp

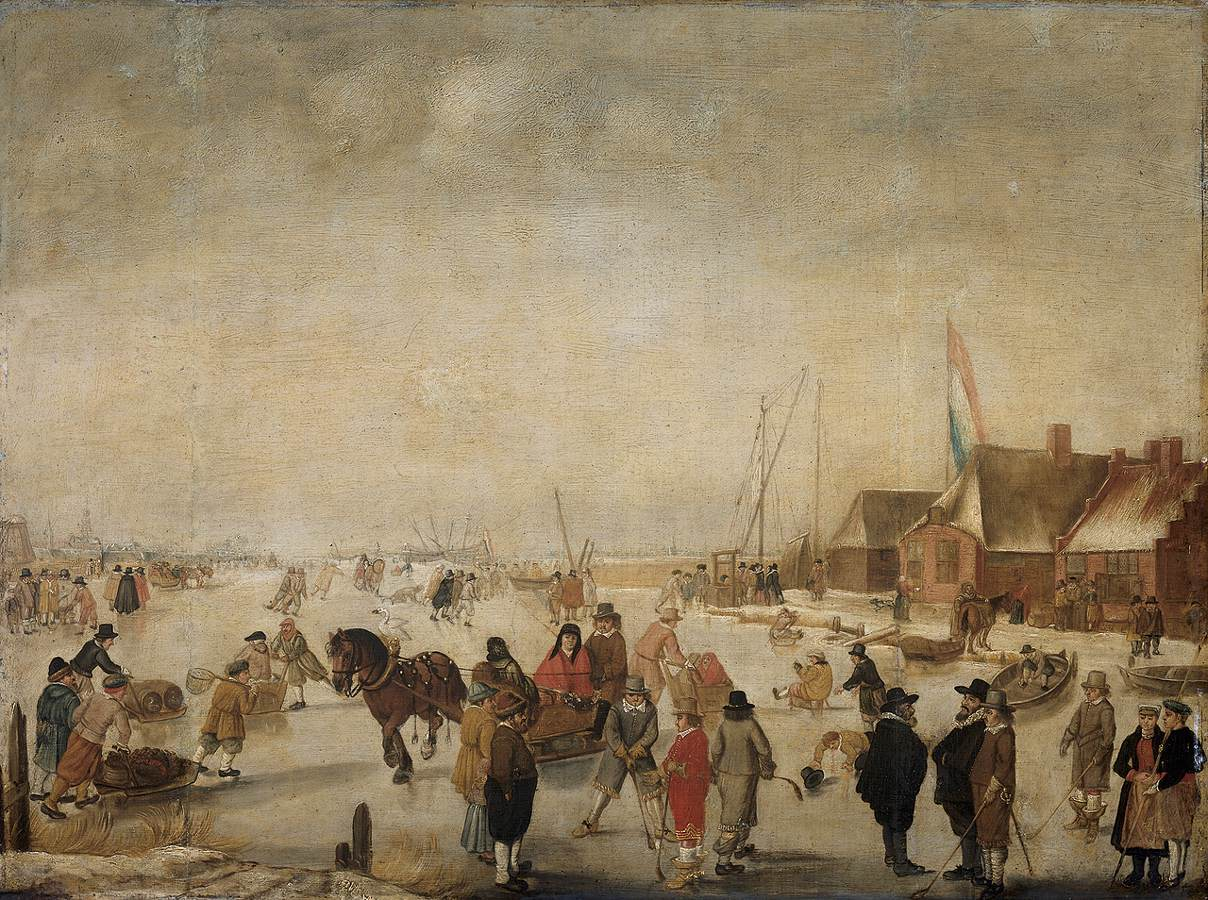
Winterlandschap met figuren op een bevroren rivier. Rijksmuseum Amsterdam.

Barend Avercamp (ook Barent of Berend genoemd, Kampen, 1612/13 – aldaar, begraven 24 oktober 1679) was een Nederlands kunstschilder. Hij schilderde portretten, architectuur, maar vooral winterlandschappen, evenals zijn meer bekende oom Hendrick Avercamp, die vermoedelijk ook zijn leermeester is geweest.
Aangezien zijn winterlandschappen met ijspret grote overeenkomsten vertoonden met die van zijn oom, werd Barends werk lange tijd toegeschreven aan Hendrick. Pas in de jaren twintig van de twintigste eeuw werd duidelijk dat er twee schilderende Avercampen bestonden.
Barend Avercamp bracht het grootste deel van zijn leven door in zijn geboorteplaats, afgezien van een periode van bijna tien jaar in Zutphen (1640 – 1649). Hij was onder meer lid van het plaatselijke Sint-Lucasgilde en was tevens werkzaam als houthandelaar.